# Giboni
Giboni (Hylobatidae) su porodica primata koji žive na drveću u Jugoistočnoj Aziji. Oni su sestrinska grupa velikih čovjekolikih majmuna i, sukladno tome, često ih se naziva "malim čovjekolikim majmunima". Obje porodice se svrstavaju u nadporodicu Hominoidea.

## Rasprostranjenost
Giboni žive u jugoistočnoj Aziji, od sjeveroistočne Indije, Mianmara i južne Kine preko Indokine i Malajskog poluotoka do indonezijskih otoka Bornea i Jave. Ranije su giboni bili puno rašireniji, još u prvoj polovini 2. tisućljeća živjeli su primjerice u većem dijelu Kine.

## Opis
Giboni su primati bez repa, a upadljivo na njima su prednji udovi koji su značajno duži od stražnjih. To im omogućuje jedinstveni način kretanja u životinjskom svijetu. Njišući se jednom rukom viseći na jednoj grani, drugom rukom dohvaćaju sljedeću granu, pa na isti način dalje. Korijen palca koji je vrlo blizu zapešća im pri tome omogućuje sigurno hvatanje za granu. Gusto krzno im je crno, sivo ili smeđe, njuške su im kratke a velike oči su im okrenute prema naprijed. Formula zubi im je 2-1-2-3 i jednaka je kao kod ostalih čovjekolikih majmuna. Veličina tijela im je između 45 i 90 cm a težina od 4 do 13 kg, pri čemu je Sijamang daleko najveća i najteža vrsta.

## Način života
Ime Hylobates znači stanovnik drveća, i potpuno je odgovarajući za gibonime. Oni su dnevno aktivni stanovnici šuma izvanredno prilagođeni svojim dugim prednjim udovima i vrlo nisko smještenim palce, načinu života ovješeni za grane. "Hodaju" rukama s grane na granu i u jednom "koraku" mogu tako, njišući se s jedne ruke na drugu prijeći odjednom razdaljinu i do 3 m. Na tlu se kreću na zadnjim nogama, držeći prednje udove visoko u zraku radi balansiranja. Žive prvenstveno u tropskim šumama, no ponekad ih se može sresti i u šumama na brdima, do visine od 1.800 m.
Giboni žive monogamno. Par i njihovo potomstvo žive na svom području koje brane od uljeza. Povremeno se može sresti jednu životinju, uglavnom mladu, koja je morala napustiti svoju porodicu. Mlade životinje napuštaju roditelje, ili ih oni silom otjeraju, i kreću u potragu za partnerom. Ta se potraga može proteći i na više godina. Neke vrste pomažu svojim potomcima tako da im "rezerviraju" određeno slobodno područje.
Giboni su strogo teritorijalne životinje. Područje koje zaposjeda jedan par je veliko između 25 i 50 ha. Do borbe s uljezima rijetko dolazi, oni svoj teritorij brane uglavnom krikovima i prijetećim ponašanjem (skakanjem ili lomljenjem grana). Uopće, giboni imaju veliki glasovni repertoar. Uglavnom se glasa mužjak, ali ponekad mu se pridruži i ženka, pa zajedno izvode upečatljiv "koncert".

## Hrana
Glavna prehrana gibona se sastoji od lišća i voća. Rjeđe jedu cvijeće, kukce i ponekad ptičja jaja i malene kralježnjake. Imaju slabo razvijen aparat za žvakanje i jednostavno građen želudac (za razliku od, primjerice, langura).

## Razmnožavanje
Kod gibona, smatra se, nema određenog razdoblja parenja. Svake dvije do tri godine, ženka koti jedno mladunče, dvojci se znaju dogoditi, no vrlo rijetko. Novorođenče se u početku drži za majčin trbuh, a kasnije se i mužjak brine za podizanje mladunca. Prestaju sisati tek s jednom do dvije godine, a spolno su zreli s osam ili devet godina. Očekivani životni vijek im je 25 godina, a najstariji poznati gibon doživio je u zatočeništvu 34 godine.

## Sistematika
Giboni su sestrinska grupa čovjekolikih majmuna i dijele se na četiri grupe. Tradicionalno ih se sve svrstava u jedan rod, a grupe se smatra podrodovima. U novije vrijeme se širi mišljenje, da svaka grupa predstavlja, zapravo, zaseban rod. Ukupno postoji jedanaest vrsta:
- rod Symphalangus
  - sijamang, (Symphalangus syndactylus)
- rod Hylobates
  - podrod Nomascus
    - crnokukmasti gibon (H. concolor)
    - crni gibon (H. gabriellae)
    - bjelolici gibon (H. leucogenys)

  - podrod Bunopithecus
    - (dugoruki) gibon hulok (H. hoolock)

  - podrod Hylobates
    - Klossov gibon (H. klossii)
    - krunasti ili vunasti gibon (H. pileatus)
    - (Müllerov) sivi gibon (H. muelleri)
    - srebrnasti gibon ili vauvau (H. moloch)
    - (crnoruki) gibon unka (H. agilis)
    - bjeloruki gibon ili lar (H. lar)

Odnosi unutar porodice vidljivi su iz sljedećeg dijagrama:
Giboni (Hylobatidae)
```
|--rod 
Symphalangus
, siamang
|--N.N.
     |--podrod 
Nomascus

     |--N.N.
        |--podrod 
Bunopithecus

        |--podrod 
Hylobates

            |--
Hylobates pileatus

            |--N.N.
                |--N.N.
                |   |--
Hylobates klossii

                |   |--
Hylobates moloch

                |
                |--
Hylobates muelleri

                |--N.N.
                    |--
Hylobates agilis

                    |--
Hylobates lar
```